# 크레이그 T. 넬슨
크레이그 T. 넬슨(Craig T. Nelson, 1944년 4월 4일 ~ )은 미국의 배우이다. ABC 시트콤 《코치》(1989-97)로 1992년 제44회 프라임타임 에미상 코미디 시리즈 부문 남우주연상을 수상했으며, 1991년부터 1994년까지 4년 연속 골든 글로브상 코미디·뮤지컬 시리즈 부문 남우주연상 후보에 올랐다. CBS 드라마 《D.C. 특수수사대》(2000-04)로 2001년 제6회 새틀라이트상 후보에 지명되기도 했다.
영화 출연작으로는 《폭소 감방》(1980), 《폴터가이스트》(1982), 《뜨거운 가슴으로 내일을》(1983), 《액션 잭슨》(1988), 《터너와 후치》(1989), 《데블스 에드버킷》(1997) 등이 있다. 픽사 애니메이션 《인크레더블》(2004)과 《인크레더블 2》(2018)에서 제목의 주인공인 미스터 인크레더블의 목소리를 연기했다.

## 출연 작품

### 영화
- 브라큐라 2 (1973)
- 용감한 변호사 (1979)
- 폭소 감방 (1980)
- 포뮬라 (1980)
- 벤자민 일등병 (1980)
- 폴터가이스트 (1982)
  - 폴터가이스트 2 (1986)
- 7일간의 사랑 (1983)
- 실크우드 (1983)
- 뜨거운 가슴으로 내일을 (1983)
- 오스터맨 (1983)
- 킬링필드 (1984)
- 액션 잭슨 (1988)
- 7월 4일생 (1989)
- 터너와 후치 (1989)
- 미시시피의 유령 (1996)
- 데블스 에드버킷 (1997)
- 왝 더 독 (1997)
- 스컬스 (2000)
- 인크레더블 (2004) - 목소리
  - 인크레더블 2 (2018)
- 우리, 사랑해도 되나요? (2005)
- 블레이즈 오브 글로리 (2007)
- 프로포즈 (2009)
- 컴퍼니 멘 (2010)
- 소울 서퍼 (2011)
- 겟 하드 (2015)
- 골드 (2016)
- 북클럽 (2018)
  - 북 클럽: 넥스트 챕터 (2023)

### 텔레비전
- 메리 타일러 무어 쇼 (1973)
- 미녀 삼총사 (1978)
- 원더우먼 (1978)
- 코치 (1989-97, Coach)
- D.C. 특수수사대 (2000-04)
- 예스, 디어 (2001)
- 마이 네임 이즈 얼 (2007)
- CSI: 뉴욕 (2008-09)
- 탐정 몽크 (2009)
- 페어런트 후드 (2010-15)
- 하와이 파이브-0 (2013)
- 그레이스 앤 프랭키 (2015)
- 영 쉘든 (2017-현재)